# Jan Rabanowski

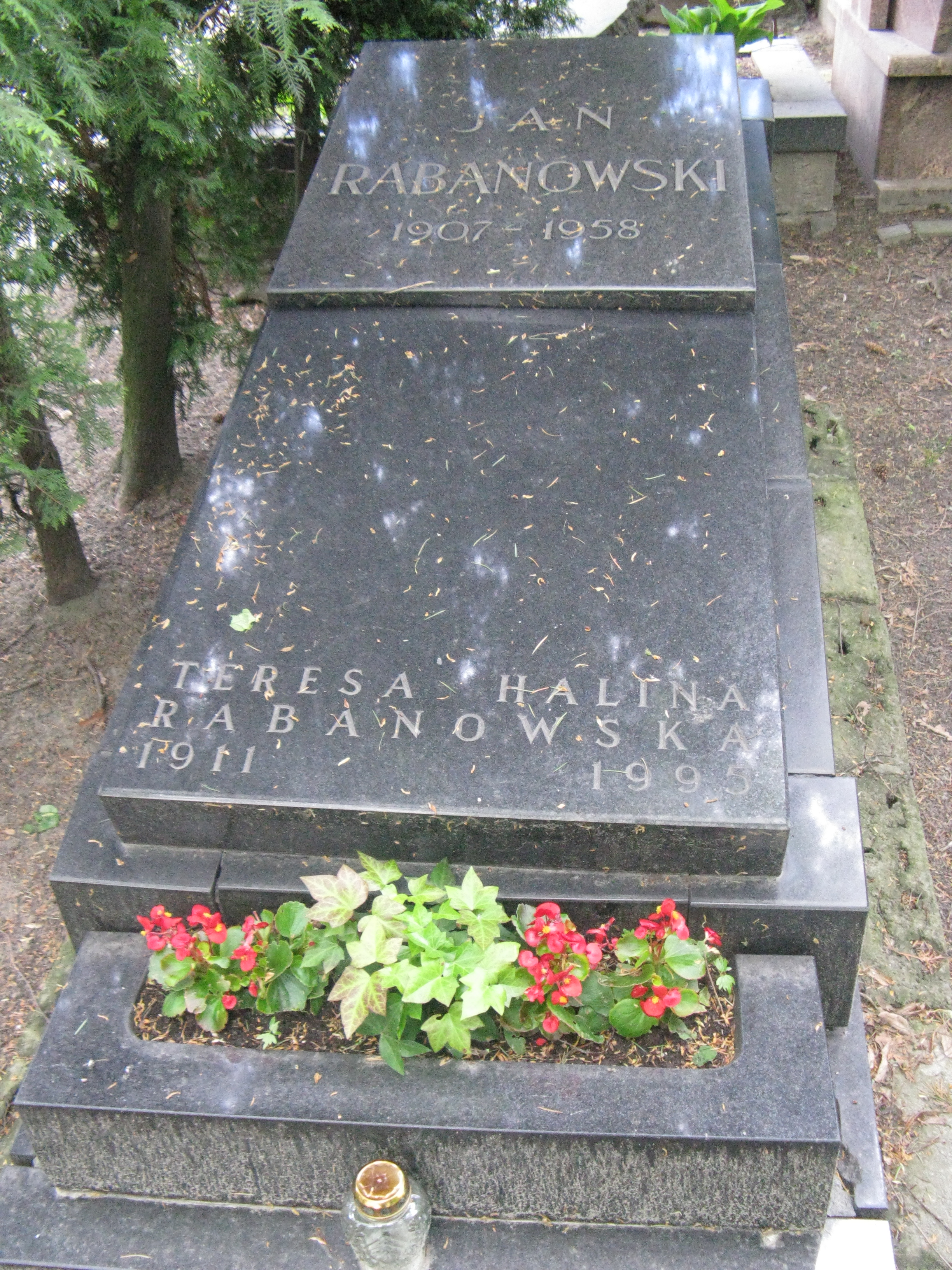
Grób Jana Rabanowskiego na Wojskowych Powązkach w Warszawie

Jan Rabanowski (ur. 10 czerwca 1907 w Warszawie, zm. 21 marca 1958 tamże) – polski inżynier elektryk i polityk. Poseł do Krajowej Rady Narodowej, na Sejm Ustawodawczy oraz Sejm PRL I kadencji, kierownik resortu komunikacji, poczt i telegrafów (1944), kierownik resortu i minister komunikacji (1944–1951), skierowany przez Polską Partię Robotniczą, której był członkiem, do organizacji Stronnictwa Demokratycznego. Minister kolei (1951) i minister łączności (1956–1958). Prezes Głównego Urzędu Pomiarów Kraju (1951–1952) i Centralnego Urzędu Geodezji i Kartografii (1952–1956).

## Życiorys
Urodził się w kolejarskiej rodzinie Józefa i Marii. Uczył się w Gimnazjum Władysława Giżyckiego w Warszawie. W latach 1927–1932 praktykant, monter w Polskich Kolejach Państwowych. Ukończył studia na Wydziale Elektrycznym Politechniki Warszawskiej (1932). Ponownie zatrudniony na PKP (1934–1939). W 1939 pracownik Ministerstwa Łączności. Od 1927 działacz Związku Niezależnej Młodzieży Socjalistycznej „Życie” i Międzynarodowej Organizacji Pomocy Rewolucjonistom, a od 1928 Komunistycznego Związku Młodzieży Polski. W latach 1940–1943 przebywał w ZSRR, m.in. w charakterze inżyniera w Elektrowni w Nowosybirsku. W 1943 został oficerem 1 Polskiej Dywizji Piechoty im. Tadeusza Kościuszki. W 1 Armii Wojska Polskiego, od maja do października 1944 pełnił obowiązki zastępcy dowódcy 1 Samodzielnego pułku łączności ds. polityczno-wychowawczych (ppłk.). Należał do Polskiej Partii Robotniczej (1944), następnie do Stronnictwa Demokratycznego. Członek Centralnego Komitetu SD, prezydium Rady Naczelnej SD, wiceprezes Rady ds. Techniki przy prezesie Rady Ministrów.
Od 4 listopada 1944 do 11 grudnia 1944 był kierownikiem resortu komunikacji, poczt i telegrafu w Polskim Komitecie Wyzwolenia Narodowego. Od 11 grudnia 1944 do 28 lutego 1951 był kierownikiem resortu i ministrem komunikacji, a od 14 marca do 27 czerwca 1951 ministrem kolei. Od 13 czerwca 1956 do 25 lutego 1958 był ministrem łączności. Poseł do Krajowej Rady Narodowej, na Sejm Ustawodawczy oraz Sejm PRL I kadencji. Od lipca 1951 do maja 1952 prezes Głównego Urzędu Pomiarów Kraju, a następnie do czerwca 1956 prezes Centralnego Urzędu Geodezji i Kartografii.
Był żonaty z Teresą Haliną z domu Auerbach (1911–1995). Ojciec Joanny (1946–2015), matki pisarza Marcina Wichy.
Pochowany 25 marca 1958 w Alei Zasłużonych na cmentarzu Wojskowym na Powązkach (kwatera A25-Tuje-1).

## Ordery i odznaczenia
- Order Sztandaru Pracy I klasy
- Krzyż Komandorski z Gwiazdą Orderu Odrodzenia Polski (19 lipca 1946)[9]
- Order Sztandaru Pracy II klasy
- Krzyż Srebrny Orderu Virtuti Militari
- Medal za Warszawę 1939–1945 (17 stycznia 1946)[10]
- Komandor Krzyża Wielkiego Orderu Gwiazdy Polarnej (Szwecja)
- Order Zasługi dla Ludu ze Złotą Gwiazdą (Jugosławia, 1946)[11]
- Krzyż Wielki Orderu Lwa Białego (Czechosłowacja, 1947)[12]
- Order 9 września 1944 I stopnia (Bułgaria, 1948)[13]